# Фудбалски савез Израела
Фудбалски савез Израела (хебрејски:ההתאחדות לכדורגל בישראל) је главна фудбалска организација у Израелу.
Клубови са најдужом традицијом су ФК Макаби Тел Авив (1906), ФК Макаби Петах Тиква (1912), ФК Макаби Хаифа (1919).
Фудбалски савез основан 1928. године. Има 283 регистрована клуба. Члан је Светске фудбалске федерације ФИФА од 1929. године и Европске фудбалске уније Уефа од 1994. године. До 1976. године, Израел је био члан Азијске фудбалске конфедерације АФК, али је избачен из политичких разлога.
Лига се игра од 1932. године. Најуспешнији клуб је ФК Макаби Тел Авив. Куп Израела први пут је одигран 1928. године. Највише победа однео је ФК Макаби Тел Авив.
Прва међународна утакмица одиграна је 1934. године у Каиру, Египат-Израел 7:1. Боја дресова репрезентације је бела. Национални стадион Рамат Гану у Тел Авиву прима 55000 гледалаца.
На Светском првенству национална селекција играла је 1970. године. Израел је једина држава у свету која је учествовала у квалификацијама за Светско првенство у оквиру различитих континенталних група, Азија (АФК) и Европа (УЕФА).